# Classificação nacional por títulos no andebol de Portugal
A classificação nacional por títulos no andebol de Portugal é uma listagem que considera os títulos nacionais e internacionais oficiais dos clubes portugueses em competições seniores (1ª divisão) masculinas nas variante de 7 e de 11 da modalidade, em masculinos.

## O Ranking no Andebol de 7
Atualizado a 09 de junho de 2023
|    | Clube        | Total | Chall | CN | TP | TL | ST |
| -- | ------------ | ----- | ----- | -- | -- | -- | -- |
| 1º | FC Porto     | 44    | 0     | 24 | 9  | 3  | 8  |
| 2° | Sporting CP  | 46    | 2     | 22 | 18 | 0  | 4  |
| 3º | ABC de Braga | 33    | 1     | 13 | 12 | 0  | 7  |
| 4º | SL Benfica   | 23    | 0     | 7  | 6  | 2  | 8  |
| 5º | Belenenses   | 11    | 0     | 5  | 4  | 1  | 1  |

## O Ranking no Andebol de 11
|    | Clube         | Total | Campeonatos |
| -- | ------------- | ----- | ----------- |
| 1º | FC Porto      | 29    | 29          |
| 2º | Sporting CP   | 3     | 3           |
| 3º | SC Salgueiros | 2     | 2           |
| 4º | Belenenses    | 1     | 1           |
| 4º | CUF Barreiro  | 1     | 1           |
| 4º | SL Benfica    | 1     | 1           |